# دندان‌شناسی قانونی
دندان‌شناسی قانونی یا ادنتولوژی قانونی (انگلیسی: Forensic dentistry/odontology) شامل رسیدگی، بررسی و ارزیابی شواهد دندان‌پزشکی در عدالت کیفری است. دندان‌شناسی قانونی هم در حقوق کیفری و هم در حقوق مدنی کاربرد دارد. دندان‌شناسان قانونی به پزشکی قانونی و آژانس‌های تحقیقاتی در شناسایی جنازه کمک می‌کنند، به‌ویژه در مواردی که اطلاعات شناسایی کمیاب است یا وجود ندارد؛ برای مثال، شناسایی قربانیان سوختگی با مراجعه به سوابق دندان‌پزشکی قربانی امکان‌پذیر می‌شود. همچنین ممکن است از دندان‌شناس قانونی خواسته شود تا در تعیین سن، نژاد، شغل، سابقه دندانپزشکی قبلی و وضعیت اجتماعی و اقتصادی افراد کمک کنند.

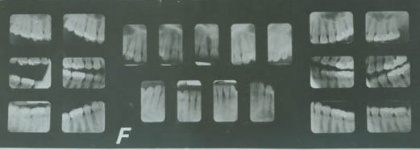
اشعه ایکس از دندان‌های یک قربانی قتل ناشناس که در سال ۱۹۷۶ کشف شد

دندان‌شناسان قانونی ممکن است با استفاده از پرتونگاری، عکس‌های قبل و بعد از مرگ و تجزیه و تحلیل دی‌ان‌ای تصمیم‌گیری کنند. نوع دیگری از شواهدی که ممکن است مورد تجزیه و تحلیل قرار گیرد، آثار گازگرفتگی است؛ چه بر روی قربانی (توسط مهاجم)، چه مرتکب (از سوی قربانی)، و چه بر روی یک شیء پیداشده در صحنه جنایت. کاربرد اخیر یعنی شیء پیداشده در صحنه جنایت در دندان‌شناسی قانونی بسیار بحث‌برانگیز شده است، زیرا هیچ مطالعه یا شواهد علمی ثابت نمی‌کند که علائم گازگرفتگی می‌تواند جزئیات کافی را برای شناسایی نشان دهد و موارد متعددی که کارشناسان در ارزیابی‌های خود از شواهد یکسان دارند با هم تفاوت زیادی دارند.
تجزیه و تحلیل رد گازگرفتگی توسط چندین نهاد علمی، مانند مؤسسه ملی استاندارد و فناوری (NIST), آکادمی ملی علوم (NAS), شورای مشاوران رئیس‌جمهور در علم و فناوری (PCAST) در ایالات متحده و کمیسیون علوم پزشکی قانونی تگزاس محکوم شده است.

## تجزیه و تحلیل رد گازگرفتگی
رد گازگرفتگی به‌عنوان علامت تغییر در ظاهر یک سطح به‌دلیل تماس دندان‌ها با آن و بر جای گذاشتن الگوی دندانی از گازگرفتگی تعریف می‌شود. مطالعاتی در تلاش برای یافتن ساده‌ترین، کارآمدترین و مطمئن‌ترین روش برای تجزیه و تحلیل علائم گازگرفتگی و مقایسه آن‌ها با یکدیگر و با دندان‌های افراد مشکوک انجام شده است. در مورد تجزیه و تحلیل رد گازگرفتگی دو مفهوم مهم وجود دارد: هر فردی دندان‌های منحصربه‌فردی دارد که قابل شناسایی است و این منحصربه‌فرد بودن را می‌توان در اثر گازگرفتگی باقی‌مانده در پوست انسان یافت. تئوری پشت آنالیز رد گازگرفتگی در سال‌های اخیر مورد تردید قرار گرفته است، به‌طوری‌که بسیاری از ناظران کل این حوزه را غیرعلمی و نامعتبر می‌دانند و خواستار غیرقابل قبول بودن شواهد رد گازگرفتگی در دادگاه هستند.

### مبانی نظری پیشنهادی
گازگرفتگی ممکن است بر روی قربانی و مظنون رخ دهد. دندان‌ها به‌عنوان یک سلاح توسط متجاوز یا در دفاع از خود توسط قربانی استفاده می‌شود. اگرچه تنها بخش کوچکی از تعداد پرونده‌های اکثر دندان‌شناسان قانونی هستند، علائم گازگرفتگی چالش‌برانگیزترین جنبه این رشته را نشان می‌دهد. علاوه بر محل گازگرفتگی، نوع شدت جراحت ممکن است سرنخ‌هایی را در مورد وضعیت روانی مجرم به محققان بدهد. آثار گازگرفتگی ممکن است در گوشت قربانیان یک حمله خشونت‌آمیز، به‌ویژه روی شکم یا باسن دیده شود. شواهد رد گازگرفتگی ممکن است تنها شکلی از شواهد فیزیکی باشد که بر روی بدن یافت می‌شود. از طرف دیگر، ممکن است آن‌ها روی مظنون پیدا شوند که قربانی در هنگام دفاع از خود او را رها کرده است. علائم گازگرفتگی را می‌توان از طریق کشش، حرکت یا تغییر در محیط پس از گازگرفتگی تغییر داد. پوست برای حفظ شکل جای گازگرفتگی ایده‌آل نیست زیرا به‌دلیل ویسکوالاستیسیته پوست ممکن است دچار انحراف شود. همچنین هیچ استاندارد مشخصی برای تجزیه و تحلیل و مقایسه علائم گازگرفتگی وجود ندارد.
عواملی که ممکن است بر دقت شناسایی رد گازگرفتگی تأثیر بگذارد عبارتند از: تغییرات وابسته به زمان رد گازگرفتگی در بدن زنده، اثرات محل پیدا شدن رد گازگرفتگی، آسیب به بافت نرم و شباهت‌های دندانی در افراد. عوامل دیگر نیز عبارتند از عکس رادیوگرافی ناواضح، قالب‌گیری، یا اندازه‌گیری ویژگی‌های دندانی.
برای بیشتر مطالعات آنالیز رد گازگرفتگی از پوست خوک استفاده می‌کنند، زیرا با پوست انسان قابل مقایسه است و گاز گرفتن انسان برای مطالعه در ایالات متحده غیراخلاقی تلقی می‌شود. محدودیت‌های مطالعات رد گازگرفتگی شامل تفاوت در خواص پوست خوک در مقایسه با پوست انسان و تکنیک استفاده از فشارهای شبیه‌سازی‌شده برای ایجاد علائم گازگرفتگی است. البته از نظر بافت‌شناسی پوست خوک و پوست انسان به‌دلیل تفاوت در خاصیت ارتجاعی به روش‌های دینامیکی متفاوتی رفتار می‌کنند. علاوه بر این، گازهای پس از مرگ بر روی پوست غیرانسان، مانند مواردی که در آزمایشات مارتین-د-لاس هراس و همکاران مورد استفاده قرار گرفتند، الگوهای متفاوتی را نسبت به مواردی که در جراحات ناشی از گاز قبل از مرگ دیده می‌شوند، نشان می‌دهند. کوبل و کریگ با توجه به محدودیت‌های مطالعه خود، استفاده از یک گیره G بر روی یک مفصل را در مطالعات برای استاندارد کردن میزان فشار مورد استفاده برای تولید علائم گازگرفتگی تجربی به‌جای اعمال فشار دستی به مدل‌های روی پوست خوک پیشنهاد می‌کنند. تحقیقات و پیشرفت‌های فناوری آینده ممکن است به کاهش وقوع چنین محدودیت‌هایی کمک کند.
کوبل و کریگ روش‌های مستقیم و روش‌های غیرمستقیم تجزیه و تحلیل رد گازگرفتگی را مقایسه کردند. در گذشته، روش مستقیم مدلی از دندان‌های مظنون را با عکسی در اندازه واقعی از علامت گازگرفتگی واقعی مقایسه می‌کرد. در این آزمایش‌ها، مقایسه مستقیم بین مدل‌های دندانپزشکی و عکس‌ها یا «مدل‌های لیفت پودر اثر انگشت» انجام شد. تکنیک «لیفت پودر اثر انگشت» شامل گردگیری پوست گاز گرفته با پودر اثر انگشت سیاه و استفاده از نوار اثر انگشت برای انتقال آثار گازگرفتگی بر روی یک ورقه استات است. روش‌های غیرمستقیم شامل استفاده از پوشش‌های شفاف برای ثبت لبه‌های گاز گرفتن یک مظنون است. روکش‌های شفاف با ردیابی با دست آزاد سطوح اکلوزال یک مدل دندانی بر روی یک صفحه استات ساخته می‌شوند. هنگام مقایسه تکنیک «لیفت پودر اثر انگشت» با عکس‌ها، استفاده از عکس‌ها منجر به نمرات بالاتری شد که توسط نسخه اصلاح‌شده دستورالعمل‌های امتیازدهی ABFO تعیین می‌شود. استفاده از پوشش‌های شفاف ذهنی و غیرقابل تکرار در نظر گرفته می‌شود زیرا ردیابی به‌راحتی قابل دستکاری است. از سوی دیگر، روکش‌های تولیدشده توسط دستگاه کپی که در آن هیچ ردیابی استفاده نمی‌شود، بهترین روش برای تطبیق علامت گاز گرفتن صحیح با مجموعه صحیح مدل‌ها بدون استفاده از تصویربرداری کامپیوتری در نظر گرفته می‌شود.
درحالی‌که تکنیک تولیدشده توسط دستگاه کپی حساس، قابل اعتماد و ارزان است، روش‌های جدید شامل پوشش‌های دیجیتال دقیق‌تر هستند. دو پیشرفت تکنولوژیکی اخیر شامل روش دوبعدی چندخطی و روش نقاشی است. هر دو روش از ادوبی فتوشاپ استفاده می‌کنند. استفاده از روش دوبعدی پلی لاین مستلزم کشیدن خطوط مستقیم بین دو نقطه ثابت در قوس و بین لبه‌های انسیزال برای نشان دادن عرض دندان است. استفاده از روش رنگ‌آمیزی شامل پوشاندن لبه‌های انسیزال یک مدل دندانی با رنگ قرمز براق و سپس عکاسی از مدل است. سپس از فتوشاپ برای اندازه‌گیری روی تصویر استفاده می‌شود. در مجموع از ۱۳ متغیر در تحلیل استفاده شد. شناسایی برای هر دو روش بر اساس فاصله دندان‌های نیش (یک متغیر)، عرض ثنایا (چهار متغیر) و زوایای چرخشی دندان‌های ثنایا (هشت متغیر) بود. روش دوبعدی چندخطی به‌شدت به اندازه‌گیری‌های دقیق متکی است، درحالی‌که روش نقاشی به پوشش دقیق تصاویر بستگی دارد. اگرچه هر دو روش قابل اعتماد بودند، روش دوبعدی چندخطی نتایج کارآمد و عینی‌تری به دست داد.

### نقد تجزیه و تحلیل رد گازگرفتگی
تجزیه و تحلیل رد گازگرفتگی توسط شورای مشاوران رئیس‌جمهور در علم و فناوری (PCAST) مورد انتقاد قرار گرفته است. PCAST تشخیص داده است که تجزیه و تحلیل رد گازگرفتگی ناحیه‌ای است که فاقد استانداردهای واضح در رابطه با ویژگی‌های مورد نیاز برای شناسایی مجموعه خاصی از دندان به‌عنوان ایجاد یک علامت خاص است. تجزیه و تحلیل علائم گازگرفتگی ذهنی است و به‌شدت مورد انتقاد قرار می‌گیرد.
به اصطلاح تجزیه و تحلیل رد گازگرفتگی بر اساس سه رکن نقد، غیرعلمی است:
- «الگوهای دندانی قدامی انسان در سطح فردی منحصربه‌فرد نشان داده نشده است»[۱۰]
- «این الگوها به پوست انسان منتقل نمی‌شوند»[۱۰]
- «نشان داده نشده است که مشخصه‌های تعیین‌کننده آن الگوها را بتوان به‌طور دقیق تجزیه و تحلیل کرد تا افراد را به‌عنوان منبع [sic] نشانه گاز حذف نکند»[۱۰]

اخیراً بنیان علمی دندان‌شناسی قانونی و به‌ویژه مقایسه رد گازگرفتگی زیر سؤال رفته است. مطالعه‌ای که در سال ۱۹۹۹ توسط یکی از اعضای هیئت دندان‌شناسی قانونی آمریکا انجام شد، ۶۳ درصد از شناسایی‌های نادرست را نشان داد. با این حال، این مطالعه بر اساس یک کارگاه غیررسمی در طول یک جلسه ABFO بود که بسیاری از اعضا آن را یک محیط علمی معتبر در نظر نمی‌گرفتند. در فوریه ۲۰۱۶ کمیسیون علوم پزشکی قانونی تگزاس توصیه کرد که از شواهد گازگرفتگی تا زمانی که پایه علمی محکم‌تری نداشته باشد، در تعقیب کیفری استفاده نشود. در همان سال، شورای مشاوران علم و فناوری ریاست جمهوری آمریکا اعلام کرد که آنالیز علامت گازگرفتگی اعتبار علمی ندارد.
یک سری تحقیقاتی توسط شیکاگو تریبون با عنوان «پزشکی قانونی در زیر میکروسکوپ» بسیاری از رشته‌های علوم پزشکی قانونی را مورد بررسی قرار داد تا ببیند آیا آن‌ها واقعاً سزاوار پشتیبانی هستند یا خیر. محققان به این نتیجه رسیدند که مقایسه رد گازگرفتگی همیشه ذهنی است و هیچ استانداردی برای مقایسه در سراسر زمینه پذیرفته نشده است. روزنامه‌نگاران دریافتند که هیچ آزمایش دقیقی برای تعیین میزان خطا برای مقایسه رد گازگرفتگی در بخش کلیدی روش علمی، انجام نشده است.
منتقدان مقایسه رد گازگرفتگی به مورد ری کرون، مردی از آریزونا اشاره می‌کنند که به قتل بر روی شواهدی که بر روی سینه یک زن باقی مانده بود، به قتل محکوم شد. شواهد دی‌ان‌ای بعدتر مرد دیگری را دخیل دانست و کرون از زندان آزاد شد. به‌طور مشابه، روی براون به‌دلیل وجود شواهد گازگرفتگی به قتل محکوم شد و پس از آزمایش دی‌ان‌ای از بزاق باقی‌مانده در زخم‌های گازگرفتگی با شخص دیگری آزاد شد.
اگرچه تجزیه و تحلیل رد گازگرفتگی از سال ۱۸۷۰ در دادرسی‌های حقوقی مورد استفاده قرار گرفته است، اما به‌دلیل عوامل مختلف هم‌چنان یک موضوع بحث‌برانگیز است. دی‌وور و باربنل و اوانز نشان داده‌اند که دقت رد گازگرفتگی روی پوست در بهترین حالت نیز محدود است. پوست محیط مناسبی برای قالب‌گیری دندان نیست. مسئول چندین بی‌نظمی موجود قبل از اثر است که می‌تواند باعث تحریف شود. همچنین، علائم گازگرفتگی را می‌توان از طریق کشش، حرکت، یا تغییر محیط در طول و بعد از گاز گرفتن واقعی تغییر داد. علاوه بر این، سطح اعوجاج پس از ایجاد رد نیش افزایش می‌یابد. هر دو مطالعه نشان می‌دهند که برای آنالیز دقیق رد گازگرفتگی، بدن باید در همان موقعیتی که در زمان وقوع گازگرفتگی در آن قرار داشت بررسی شود، که انجام این کار ممکن است دشوار باشد. اعوجاج رد گازگرفتگی به‌ندرت قابل اندازه‌گیری است؛ بنابراین، علائم گازگرفتگی یافت‌شده در صحنه اغلب با این فرض که حداقل تحریف را دارا هستند، تجزیه و تحلیل می‌شوند. از دهه ۱۹۷۰ تنها تحقیقات محدودی در تلاش برای تعیین کمیت سطح اعوجاج رد گازگرفتگی روی پوست انسان انجام شده است. فقدان تحقیق ممکن است تا حد زیادی به این دلیل باشد که سازماندهی چنین مطالعاتی دشوار و پرهزینه است.
تجزیه و تحلیل رد گازگرفتگی نیز بحث‌برانگیز است زیرا پروفایل‌های دندانی در معرض تغییر هستند. از دست دادن دندان‌ها یا تغییر شکل قوس از طریق روش‌های مختلف در جمعیت‌های انسانی رایج است. نشان داده شده است که شروع بیماری‌های دهان مانند پوسیدگی دندان، قوس و پیکربندی دندان را تغییر می‌دهد و باید هنگام مقایسه مشخصات دندانی با رد گازگرفتگی پس از گذشت مدت‌مان قابل توجهی از ایجاد علامت در نظر گرفته شود.
درحالی‌که روش‌های پشت جمع‌آوری شواهد رد گازگرفتگی در صحنه به سمت استانداردسازی بیشتر منتهی می‌شوند، روش‌شناسی پشت آنالیز علائم گازگرفتگی بسیار متغیر است زیرا به ترجیحات متخصص دندان‌شناس بستگی دارد. همان‌طور که قبلاً بحث شد، روش‌های مختلفی برای مقایسه علائم گازگرفتگی از عکس‌های در اندازه واقعی تا تصویربرداری سه‌بعدی کامپیوتری استفاده می‌شود. این روش‌ها از نظر دقت متفاوت هستند و هیچ استاندارد مشخصی برای مقایسه یا تجزیه و تحلیل آن‌ها وجود ندارد. فقدان استانداردهای تحلیلی منجر به طیف گسترده‌ای از تفاسیر با هرگونه شواهدی از گازگرفتگی می‌شود. برخی از متخصصان دندان‌شناسی حتی در مورد این‌که آیا علامت روی بدن نتیجه گازگرفتگی است یا نه، اختلاف نظر دارند. بنابراین تفسیر شواهد تا حد زیادی بر اساس تخصص متخصص دندان‌شناس قانونی است که پرونده را مدیریت می‌کند.
یکی از مسائل احتمالی پیش روی تجزیه و تحلیل رد گازگرفتگی، منحصربه‌فرد نبودن رد گازگرفتگی در هر جمعیت معینی است. تجزیه و تحلیل رد گازگرفتگی بر این فرض استوار است که ویژگی‌های دندانی دندان‌های قدامی درگیر در گاز گرفتن در بین افراد منحصربه‌فرد است و این منحصربه‌فرد بودن ادعایی در آسیب منتقل و ثبت می‌شود. با این حال، تحقیقات قابل اعتماد بسیار کمی برای حمایت از این مفروضات وجود دارد. مطالعه‌ای که توسط مک فارلین و همکاران انجام شد از مفهوم منحصربه‌فرد بودن دندان حمایت می‌کرد، اما این مطالعه حول ارزیابی بصری یک گچ بر خلاف رد گازگرفتگی بود که می‌توانست توسط مظنون ایجاد شود. در مطالعه دیگری که توسط سوگنیس و همکاران انجام شد، این گروه تلاش کردند تا بین پروفایل‌های دندانی دوقلوهای همسان در تلاش برای اثبات منحصربه‌فرد بودن دندان در جمعیت عمومی را بیابند. با این حال، این مطالعه با حجم نمونه کوچک (n=۵) با هدف برون‌یابی داده‌ها به جامعه عمومی مواجه بود. آن‌ها همچنین از گچ به‌عنوان زیرلایه برای شبیه‌سازی پوست استفاده کردند، اما این دو ماده دارای خواص بسیار متفاوتی هستند. در بررسی انجام‌شده توسط استروم، او به مطالعه‌ای اشاره می‌کند که توسط برگ و شیدت انجام شده است که نشان می‌دهد حداقل چهار تا پنج دندان باید در علامت وجود داشته باشد تا از منحصربه‌فرد بودن آن اطمینان حاصل شود و شناسایی شود. این مطالعه مدت‌ها قبل از بسیاری از روش‌ای ارزیابی فعلی انجام شده است، و این شک در مورد این‌که چه‌قدر این نتیجه‌گیری‌ها امروزه قابل اجرا هستند را ایجاد می‌کند.
راسون و همکارانش مشخص کردند که اگر بتوان پنج علامت دندان را با پنج دندان تطبیق داد، با اطمینان می‌توان گفت که فقط یک نفر می‌تواند باعث گازگرفتگی شود و اگر هشت دندان مطابقت داشته باشد، این امر قطعی است. در این مطالعه احتمالات بر این فرض استوار است که موقعیت هر دندان مستقل از سایر دندان‌ها است.
یک مورد خاص که عدم منحصربه‌فرد بودن علائم گازگرفتگی را برجسته کرد، مربوط به دو مظنون بود که متهم به حمله به مردی بودند که از رد گازگرفتگی آسیب دیده بود. دو دندان‌شناس قانونی جداگانه، یکی به نمایندگی از دادستان و دیگری در دفاع از آن‌ها، برای تجزیه و تحلیل رد انتخاب شدند. آن‌ها نتایج متناقضی را گزارش کردند. یکی متوجه شد که علامت از مظنون الف است و دیگری گفت که این علامت از مظنون ب است. این اختلاف از این واقعیت ناشی می‌شود که اگرچه دو مظنون دارای ویژگی‌های دندانی بودند که آن‌ها را منحصربه‌فرد می‌کرد، اما خود رد گازگرفتگی به اندازه کافی دقیق نبود؛ بنابراین، رد می‌توانست برای هر یک از این افراد باشد. نتیجه مبهم نشان‌داده‌شده در این مورد دشواری اثبات منحصربه‌فرد بودن را نشان می‌دهد.
اکثر مناقشاتی که با آنالیز رد گازگرفتگی مواجه است به‌دلیل فقدان شواهد و جزئیات تجربی است. هنگام جستجوی کل پایگاه داده مدلاین از سال ۱۹۶۰ تا ۱۹۹۹، تنها ۵۰ مقاله به زبان انگلیسی یافت شد که مربوط به تجزیه و تحلیل رد گازگرفتگی بود. از این ۵۰ مقاله، که بیشتر آن‌ها در دهه ۱۹۸۰ منتشر شده‌اند، تنها ۸٪ از آزمایش‌هایی که داده‌های تجربی را ارائه می‌دهد، خوب طراحی شده است. فقدان تحقیق منجر به استفاده مداوم از چند مطالعه منسوخ و محدود برای حمایت از اعتبار تجزیه و تحلیل رد گازگرفتگی شده است. این موضوع این سؤال را مطرح می‌کند که آیا جزئیات علمی کافی برای تجزیه و تحلیل رد گازگرفتگی در دادگاه وجود دارد یا خیر.
موارد متعددی وجود داشته است که دندان‌شناسان قانونی ادعاها، اتهامات و ضمانت‌هایی را ارائه کرده‌اند که با ارزیابی رد گازگرفتگی اثبات شده‌اند، که نادرست بودن آن‌ها از طریق سایر علوم پزشکی قانونی ثابت شده است. تجزیه و تحلیل دی‌ان‌ای برخی از محدودیت‌های آنالیز رد گازگرفتگی را روشن کرده است زیرا دی‌ان‌ای بزاق اطراف ناحیه رد گازگرفتگی روش قابل اعتمادتری برای شناسایی است. در پرونده «می‌سی‌سی‌پی در برابر بورن»، دی‌ان‌ای یک مظنون پس از این‌که دندان‌شناس ادعا کرد آثار گازگرفتگی قربانی با دندان‌های متهم مطابقت دارد، آن‌ها را از جرم مبری کرد. نمونه‌برداری از دی‌ان‌ای به‌عنوان یک وظیفه برای متخصص دندان‌شناسی قانونی گنجانده شده است. برای یک بازپرس صحنه جرم، گرفتن نمونه دی‌ان‌ای به اندازه گرفتن عکس از صحنه رایج است. در پرونده «دولت در مقابل کرون» متهم به اعدام محکوم شد که سپس لغو شد. کرون بعدتر دوباره محکوم شد و به حبس ابد محکوم شد. هر دو محکومیت عمدتاً بر اساس شواهد گازگرفتگی بود، اما ده سال بعد شواهد دی‌ان‌ای ارائه شد که قاتل واقعی را شناسایی کرد و کرون آزاد شد.
نشانه‌های گاز گرفتن منبع اصلی شواهد در محکومیت‌های نادرست کیت آلن هاروارد، کندی بروئر و لوون بروکس بود. داستان آن‌ها و نقش علائم گازگرفتگی آن‌ها در یک سریال نتفلیکس با عنوان پرونده‌های بی‌گناهی بیان شده است.

## تخمین سنی
برآورد رده سنی یک فرد در زمینه‌های مختلف پزشکی قانونی بسیار مهم است. مانند صحنه‌های جرم، تصادفات، بلایای جمعی و شناسایی یک فرد ناشناس. آگاهی از انواع روش‌های مورد استفاده در موقعیت‌های مختلف ضروری است. قابل اعتمادترین تحلیل در مورد تخمین سن، رویکرد بالینی یا بصری است. این مورد شامل بررسی بدون نیاز به وارد کردن ابزار به بدن، میزان رویش دندان و همچنین تغییرات دژنراتیو روی دندان است. این تغییرات می‌تواند تحت اشکال ساییدگی وجود داشته باشد. ساییدگی‌های ایجادشده می‌تواند منجر به شناسایی محدوده سنی فرد شود. نه تنها می‌توان سن نمونه انسانی را با ارزیابی الگوهای بیرون‌زدن دندان و سایش دندان کاهش داد، بلکه مطالعات اخیر شواهدی را ارائه می‌دهد که سمنتوم، بافت معدنی‌ای که سطح ریشه‌های دندان را می‌پوشاند، الگوهای سالانه‌ای را از رسوب گذاری نشان می‌دهد. آگراوال یک گزارش جامع در این خصوص ارائه کرده است.
لازم است ذکر شود که تخمین سن در پرونده‌های پزشکی قانونی، بر خلاف وضعیت بالینی، باید از دقت مطلوبی برخوردار باشد، زیرا تخمین سن زیاد یا کم ممکن است منجر به پایمال شدن عدالت شود.
دندان‌های بزرگسالان را می‌توان با تعیین تعداد دندان‌ها در تجزیه و تحلیل علائم گازگرفتگی متمایز کرد. دندان‌های جوان به‌عنوان دندان‌های شیری در نظر گرفته می‌شوند درحالی‌که بزرگسالان دندان‌های دائمی دارند. تا سن دو سالگی بیست دندان وجود دارد. تا سن بیست و یک سالگی سی و دو دندان وجود خواهد داشت که آخرین آن‌ها دندان عقل است. تجزیه و تحلیل تعداد دندان‌ها در رد گازگرفتگی به تعیین سن فرد کمک می‌کند.

## تخمین جنسی
تعیین جنسیت در شناسایی افراد ناشناس در هر دو زمینه پزشکی قانونی و باستان‌شناسی مهم است. روش‌های تشریحی ترجیحی برای تعیین جنسیت بر اساس مورفولوژی لگن و جمجمه-صورت است. با استفاده از این قسمت‌های اسکلت می‌توان نرها و ماده‌ها را با دقت بالای ۹۰درصد شناسایی کرد. این عناصر اسکلتی گاهی اوقات به‌صورت تکه‌تکه بازیابی می‌شوند، که تخمین جنسیت را دشوار می‌کند. در حال حاضر هیچ روش قابل اعتمادی برای تعیین جنسیت بقایای فرد جوان یا زیر بالغ از عناصر اسکلتی جمجمه یا پست‌کرانیال وجود ندارد زیرا ویژگی‌های دوشکلی تنها پس از بلوغ آشکار می‌شوند و این یک مشکل اساسی در تحقیقات پزشکی قانونی است. در چنین شرایطی، دندان‌ها در تعیین جنسیت مفید هستند. با توجه به سختی، در برابر فرآیندهای تافونومیک بسیار مقاوم هستند و احتمال بازیابی آن‌ها بسیار بیشتر از سایر قسمت‌ها است. بنابراین آن‌ها را به شواهد تحلیلی بسیار پایدار در پزشکی قانونی تبدیل می‌کند. علاوه بر این، دندان‌ها ممکن است برای تعیین جنسیت بقایای اسکلتی نابالغ مفید باشند، زیرا هر دو مجموعه دندان‌های اولیه و دائمی قبل از بلوغ رشد می‌کنند.
برای چندین دهه تحقیقاتی در مورد دوریختی جنسی دندانی انسان انجام شده است، با نگاهی به طبقات مختلف دندان، و با استفاده از تکنیک‌ها و اندازه‌گیری‌های مختلف، تلاش می‌شود تا میزان هر گونه دوشکلی را مشخص کند و معیارها یا الگوهایی را پیدا کند که ممکن است جنسیت دقیق افراد ناشناس را امکان‌پذیر کند. اکثر این مطالعات بر روی دوریختی جنسی در ابعاد تاج متمرکز شده‌اند. این تحقیق نشان داده است که دندان‌های انسان از نظر جنسی دوشکلی هستند و اگرچه نرها و ماده‌ها دارای همپوشانی ابعاد هستند، اما تفاوت‌های معنی‌داری در مقادیر میانگین وجود دارد. دوریختی جنسی هم در دندان‌های شیری و هم در دندان‌های دائمی مشاهده شده است، البته در دندان‌های شیری بسیار کمتر است. به‌طور متوسط، دندان‌های مردانه کمی بزرگ‌تر از دندان‌های زنانه هستند و بیشترین تفاوت در دندان‌های نیش مشاهده می‌شود. تحقیقات با استفاده از اسکن میکروتوموگرافی برای بررسی بافت‌های داخلی دندان نیز نشان داده است که دندان‌های مردانه از مقادیر قابل‌توجهی عاج بیشتری نسبت به دندان‌های ماده تشکیل شده‌اند. این باعث می‌شود که دندان‌های زن به‌طور متوسط مینای ضخیم‌تری داشته باشند. محققان سعی کرده‌اند از تکنیک‌های آماری مانند توابع متمایز یا معادلات رگرسیون لجستیک بر اساس این تفاوت‌های جنسی برای تخمین سودمندی چنین فرمول‌هایی استفاده کنند، زیرا دوریختی جنسی در دندان‌ها ممکن است بین جمعیت‌ها متفاوت باشد. روش‌های پیشرفته‌ای که دی‌ان‌ای را با استفاده از واکنش زنجیره‌ای پلیمراز (PCR) تکثیر می‌کنند، موفقیت ۱۰۰درصدی را در تعیین جنسیت به ارمغان می‌آورند. تخمین جنسی بر اساس دندانپزشکی تجربی است و هنوز مورد پذیرش گسترده قرار نگرفته است. با این وجود، تکنیک‌های بالقوه مفید دیگری را ارائه می‌دهد که می‌تواند در کنار روش‌های تثبیت‌شده‌تر مورد استفاده قرار گیرد.

## روش‌های شناسایی

### مقایسه رادیوگرافی
مقایسه سوابق رادیوگرافی قبل از مرگ و پس از مرگ می‌تواند برای شناسایی یک فرد انجام شود. از دندان‌ها استفاده می‌شود زیرا بسیار بادوام و مقاوم در برابر شرایط سخت هستند. رادیوگرافی‌ها می‌توانند ترمیم‌های دندانی و همچنین مورفولوژی منحصربه‌فرد را برای هر فرد نشان دهند. الگوهای دندانی به‌دلیل تنوع درمان‌ها و همچنین رشد برای هر فرد منحصربه‌فرد است که در استفاده از آن‌ها برای شناسایی انسان سودمند است
رادیوگرافی‌های پس از مرگ را می‌توان در محل حادثه یا در آزمایشگاه انجام داد، سوابق قبل از مرگ از پرونده‌های موجود دندانپزشکان جمع‌آوری شده و برای مقایسه با رادیوگرافی‌های گرفته‌شده از فرد ناشناس متوفی استفاده می‌شود.
مهم است که دندانپزشکان تمام رادیوگرافی‌ها را به درستی ذخیره کنند زیرا سوابق دندانی اصلی در طول این مقایسه استفاده می‌شود.
رادیوگرافی‌های پیش از مرگ و پس از مرگ هر دو تجزیه و تحلیل و روی فرم‌های شناسایی قربانی رونویسی می‌شوند و در پایگاه داده کامپیوتری بارگذاری می‌شوند تا بسیاری از رکوردهای مختلف قبل از مرگ با پس از مرگ به‌منظور به‌دست آوردن تطابق مقایسه شوند.
مقایسه رادیوگرافی اغلب روشی است که در تلفات جمعی مانند بلایای طبیعی استفاده می‌شود اما در هر صورت می‌توان از آن استفاده کرد.

### استخراج دی‌ان‌ای
دندان‌ها حاوی منبع بسیار خوبی از دی‌ان‌ای هستند زیرا از نظر شیمیایی و فیزیکی در برابر شرایط سخت مقاوم هستند. استخراج دی‌ان‌ای دندان در مواردی که سایر منابع دی‌ان‌ای در دسترس نیستند، برای مثال در قربانیان سوخته مفید است. از دندان‌ها می‌توان برای ایجاد انگشت‌نگاری دی‌ان‌ای به‌منظور شناسایی افراد متوفی ناشناس استفاده کرد. عاج و مینا سطح مقاوم و محافظی را فراهم می‌کنند که مغز دندان را در زیر مینا و لایه‌های عاج در مرکز دندان قرار می‌دهد که حاوی اعصاب و جریان خون نیز می‌باشد. داخل مغز دندان جایی است که می‌توان دی‌ان‌ای میتوکندریایی و ژنومی را استخراج کرد. دندان‌ها نباید به تنهایی با استفاده از آنالیز دی‌ان‌ای به‌طور کامل تخریب شوند، بلکه باید قبل از استفاده از تکنیک‌های آسیب‌رسان با سایر تکنیک‌ها مقایسه شوند.

### مقایسه عکس‌های لبخند
با توجه به دشواری یا عدم امکان استفاده از آنالیز اثر انگشت و هزینه بالای آزمایش دی‌ان‌ای، در مواردی که بدن در مراحل پیشرفته‌ای از تجزیه است، مانند بقایای اسکلتی و ذغالی‌شدن، دندان‌شناسی قانونی می‌تواند نقش مهمی در شناسایی داشته باشد.
متداول‌ترین روشی که برای مقایسه قبل و بعد از مرگ استفاده می‌شود، اشعه ایکس، مدل‌های دندانی و پرونده‌های دندانی است. مواردی هم وجود دارد که قربانی هرگز به دندان‌پزشک مراجعه نکرده است یا خانواده نمی‌توانند منابع ذکرشده را به‌دست آورند و این امر شناسایی هویت قانونی قربانی را پیچیده می‌کند. منبع دیگر مقایسه می‌تواند عکس‌هایی از لبخند قربانی (پیش از مرگ) در مقایسه با عکس‌های لبخند فرد متوفی (پس از مرگ) باشد، که می‌تواند ویژگی‌های دندانی موجود را برجسته کند و در صورت سازگاری، هویت قربانی را تأیید کند.
توجه به جزئیاتی که در فرایند مهم هستند، مانند تکنیک‌هایی که برای مقایسه استفاده می‌شود، مهم است. معمولاً از دو تکنیک اصلی استفاده می‌شود (که هر دوی آن‌ها به دندان‌شناس قانونی نیاز دارند که از لبخند فرد متوفی عکس بگیرد، که سپس می‌تواند با عکس‌های قبل از مرگ مقایسه شود):
- مقایسه مستقیم ویژگی‌های موجود در عکس قبل از مرگ با ویژگی‌های مشاهده‌شده در فرد متوفی. در این تکنیک، عکس‌های قبل از مرگ و پس از مرگ باید جفت شوند و ویژگی‌های دندانی یافت‌شده باید مقایسه، توصیف و یادداشت شوند.
- تشریح رایانه‌ای لبه‌های انسیزال دندان‌ها در عکس‌های قبل و بعد از مرگ. در این تکنیک، متخصص مورفولوژی خط لبخند را تجزیه و تحلیل می‌کند، لبه‌های انسیزال را مشخص می‌کند و آن‌ها را با هم مقایسه می‌کند.

برای رسیدن به این هدف، باید به جزئیات مهم توجه شود، مانند:
- هر دو عکس قبل از مرگ و پس از مرگ باید تا حد امکان واضح و با کیفیت خوب باشند.
- عکس پس از مرگ باید با همان زاویه تابش عکس قبل از مرگ گرفته شود.
- هرچه در عکس قبل از مرگ دندان‌ها بیشتر دیده شوند، بهتر است؛ بنابراین، انتخاب بهترین عکس به‌دست‌آمده مهم است.
- استفاده از نرم‌افزار برای حاشیه‌نویسی ویژگی‌های موجود در عکس‌های قبل از مرگ و پس از مرگ، تجسم عناصر مقایسه‌ای را برای همه، از جمله افراد عادی، تسهیل می‌کند.

تأکید بر این نکته مهم است که لبخند هر فرد، درست مانند اثر انگشت، روگای کام و دی‌ان‌ای منحصربه‌فرد است؛ بنابراین، هنگامی که به‌درستی با دقت علمی لازم به کار گرفته شود، شناسایی از طریق عکس لبخند به روشی قابل اعتماد برای ایجاد هویت تبدیل می‌شود

### مقایسه قوس فوقانی کام
این روش شناسایی شامل تجزیه و تحلیل و مقایسه ضایعات کامی از متوفی با روگای کام قربانی است. یکی از راه‌های انجام این مقایسه، ایجاد قالبی از قوس فوقانی متوفی (گرفتن روگای کام) یا استفاده از پروتز کامل بالایی که متعلق به متوفی است، یا روی مدل گچ برای مصارف دندان‌پزشکی و در یک شیء حاوی روگاهای کامی فرد گم‌شده در طول زندگی خود (مانند دندان مصنوعی بالایی که در اختیار خانواده است). پس از ایجاد دو مدل گچ، باید اسکن/عاس‌برداری شوند، و ترسیم رایانه‌ای از روگای کامی باید انجام شود، هر یک از روگاها تجزیه و تحلیل شود و مکان، شکل و الگوی آن‌ها در هر یک از عکس‌ها (مدل‌ها) مقایسه شود.
در صورت وجود تطابق، قربانی را می‌توان شناسایی کرد. توجه به این نکته ضروری است که استفاده از دندان مصنوعی برای این شناسایی در صورتی قابل انجام است که روگاهای کام به وضوح قابل مشاهده باشند. تصور وجود روگای کام در پروتزهای دندانی طی چندین سال استفاده توسط فرد شکل می‌گیرد. این روش تأثیر قابل توجهی بر فرایند شناسایی دارد، به ویژه زمانی که سایر روش‌ها و تکنیک‌های شناسایی قابل پیاده‌سازی نباشند.

## سازمان‌ها

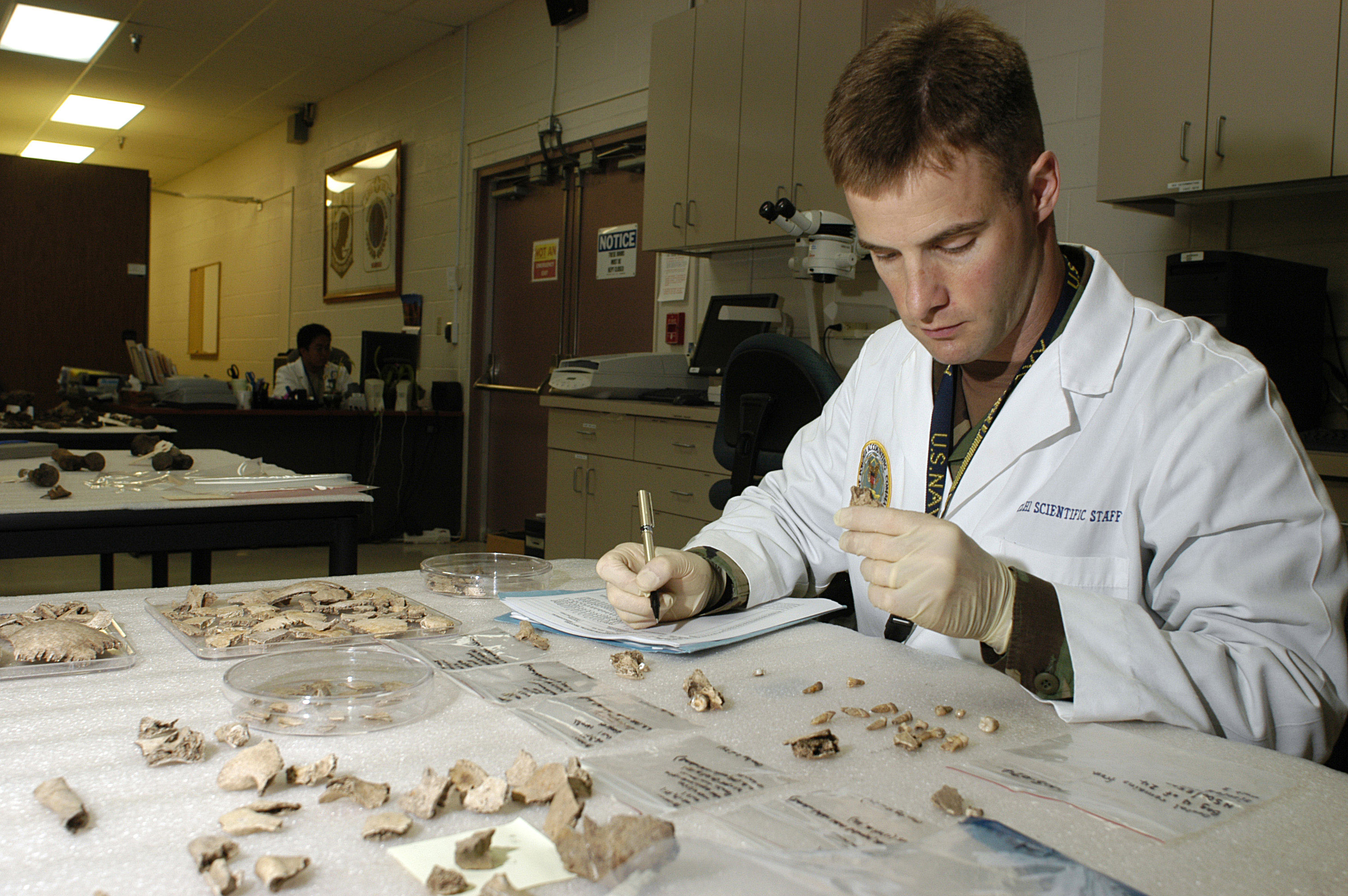
دندان‌شناس قانونی در حال بررسی نمونه‌ها

سازمان‌های متعددی به حوزه دندان‌شناسی قانونی اختصاص داده شده‌اند. این سازمان‌ها عبارتند از: دفتر دندان‌شناسی قانونی (BOLD)، هیئت دندان‌شناسی قانونی آمریکا (ABFO)، انجمن دندان‌شناسی قانونی آمریکا (ASFO)، سازمان بین‌المللی دندان‌شناسی قانونی (IOFOS) و انجمن دندان‌شناسی قانونی برای حقوق بشر (AFOHR). هر کشوری انجمن دندان‌شناسی قانونی خود را دارد، از جمله انجمن بریتانیایی دندان‌شناسی قانونی (BAFO) و انجمن دندان‌شناسی قانونی استرالیا (AuSFO). در سال ۱۹۹۶ دفتر دندان‌شناسی قانونی BOLD در دانشگاه بریتیش کلمبیا برای توسعه فن‌آوری و تکنیک‌های جدید در دندان‌شناسی قانونی ایجاد شد. برنامه دانشگاه بریتیش کلمبیا تنها برنامه‌ای در آمریکای شمالی است که آموزش‌های دانشگاهی در زمینه دندان‌شناسی قانونی ارائه می‌دهد.
در کانادا، کالج سلطنتی دندانپزشکی دندان‌شناسی قانونی را به رسمیت نمی‌شناسد، بنابراین هیچ سازمانی در کانادا وجود ندارد، با این حال، سه گروه پیشرفته و آموزش‌دیده برای دندان‌شناسی قانونی وجود دارد. این گروه‌ها شامل بریتیش کلمبیا، انتاریو و کبک هستند. بریتیش کلمبیا تیمی به نام «تیم پاسخگویی دندان‌شناسی قانونی بریتیش کلمبیا (BC_FORT)» دارد که توسط شش دندانپزشک هدایت می‌شود، که بر شناسایی قربانیان بلایا تمرکز می‌کنند. انتاریو نیز تیمی متشکل از ده دندان‌شناس قانونی به‌نام تیم شناسایی دندانپزشکی استان انتاریو (PODIT) دارد. کبک هم تیمی دارد که در دانشگاه مک‌گیل است و یک دوره آنلاین معتبر دندان‌شناسی قانونی را ارائه می‌دهند که بر شواهد مربوط به گازگرفتگی انسان تمرکز دارد. این تیم‌ها به‌منظور حفظ رابطه بین دندان‌شناسان قانونی و حل پرونده‌های کوچک هم‌کاری می‌کنند.
دفتر دندان‌شناسی قانونی استفاده از قالب‌های دندانی متعدد را برای ایجاد یک «صفحه دندانپزشکی» توصیه می‌کند، چیزی شبیه به جمع‌آوری بایگانی مظنونان که برای شناسایی عاملان ادعایی جرم استفاده می‌شود. در حال حاضر، قالب‌های دندانی جمع‌آوری‌شده به‌عنوان شواهد، تنها با نمونه‌های جمع‌آوری‌شده از یک فرد مشکوک مقایسه می‌شوند، که ممکن است نتیجه حاصله را سوگیری کند. استفاده از قالب‌های دندانی متعدد در یک ردیف ممکن است به متخصصین دندان‌شناسی قانونی کمک کند تا به میزان قابل توجهی سوگیری فعلی را در تطبیق علائم گازگرفتگی با دندان‌های فرد مشکوک کاهش دهند. سازمان BOLD همچنین از ایجاد یک پایگاه داده از سوابق دندانپزشکی پشتیبانی می‌کند که می‌تواند به تأیید منحصربه‌فرد بودن دندان کمک کند. این پایگاه داده می‌تواند با استفاده از سوابق جنایی یا احتمالاً همه بیماران دندانپزشکی ایجاد شود.
در سال ۱۹۸۴ ABFO تلاش کرد تا اختلافات را کاهش دهد و اعتبار تجزیه و تحلیل رد گازگرفتگی را با ایجاد دستورالعمل‌های روش‌شناسی رد گازگرفتگی افزایش دهد. دستورالعمل‌ها تلاش می‌کنند تا اصطلاحات استانداردی را در توصیف علائم گازگرفتگی ایجاد کنند و خطر نتایج مغرضانه را کاهش دهند. ABFO همچنین توصیه‌هایی در مورد چگونگی جمع‌آوری و حفظ شواهد مؤثر ارائه می‌دهد. برای مثال توصیه می‌کند که مجموعه مدارک دی‌ان‌ای و عکس‌های دقیق از گازگرفتگی‌ها با هم در صحنه جرم گرفته شود. این دستورالعمل همچنین نحوه و آنچه را که یک متخصص دندان‌شناسی قانونی باید ثبت کند، مانند محل، خطوط، شکل و اندازه رد گازگرفتگی را مشخص می‌کند. همچنین یک سیستم امتیازدهی برای ارزیابی میزان تطابق مشخصات دندانی مظنون و رد گازگرفتگی ارائه می‌دهند. به گفته ABFO، دستورالعمل‌ها دستوری از روش‌های مورد استفاده نیستند، بلکه فهرستی از روش‌های پذیرفته‌شده عمومی هستند.
هدف از این دستورالعمل‌ها جلوگیری از بیرون ریختن شواهد مفید بالقوه صرفاً به‌دلیل استاندارد نبودن روش‌های جمع‌آوری ادنتولوژیست قانونی است. کوبل و کریگ از نسخه ساده‌شده دستورالعمل‌های امتیازدهی ABFO برای حفظ دقت با نمونه بزرگ‌تری از مقایسه‌ها استفاده کردند. یک امتیاز عددی برای نشان دادن درجه شباهت بین رد گازگرفتگی و مدل/روکش اختصاص داده شد. هر چه امتیاز بالاتر باشد، شباهت بیشتر است. به‌منظور ساده‌سازی مدل، برخی از ویژگی‌هایی که به‌صورت جداگانه در دستورالعمل‌های ABFO نمره‌گذاری شده‌اند، مانند اندازه و شکل قوس با هم ارزیابی شدند، درحالی‌که ویژگی‌های متمایز خاصی مانند فاصله بین دندان‌ها به‌عنوان یک متغیر جداگانه در نظر گرفته شد. کوبل و کریگ معتقدند که یک نسخه ساده‌شده قدرت فرایند مقایسه را افزایش می‌دهد. در تلاش برای بهبود دستورالعمل‌های مورد استفاده برای جمع‌آوری شواهد دندان‌پزشکی، IOFOS یکی از شناخته‌شده‌ترین سیستم‌ها را برای جمع‌آوری شواهد دندان‌شناسی قانونی توسعه داد
تنها یک انجمن بین‌المللی وجود دارد که دندان‌شناسی قانونی بشردوستانه را ترویج می‌کند، به نام AFOHR. این انجمن در سال ۲۰۱۵ توسط گروهی از متخصصان در لیون و در جریان نشست سالانه اینترپل و با الهام از امیلیو نازولزی، متخصص دندان‌شناسی قانونی از ایتالیا افتتاح شد. در سال ۲۰۱۹ این گروه به انجمنی تبدیل شد که قوانین و هیئت منتخبش را تصویب کرد.
در سال ۲۰۱۶ یک انجمن حفاظت مدنی به نام «تیم دندانپزشکی دی‌وی‌آی ایتالیا» در باری، ایتالیا تأسیس شد تا خدمات حرفه‌ای در زمینه شناسایی انسان و شناسایی قربانیان بلایا برای حمایت از تیم‌های ایتالیا ارائه دهد.

## آموزش

### هند
در هند یک دوره مدولار توسط دانشگاه دکتر پاتیل ویدیاپیث در پونه با ارائه گواهی برگزار می‌شود. انجمن دندان‌پزشکی هند نیز یک برنامه کمک‌هزینه تحصیلی در FO ارائه می‌دهد که شامل کلاس‌های درس حضوری و برنامه‌های آنلاین است. برنامه‌هایی در سطح کارشناسی ارشد در رشته‌های مختلف پزشکی قانونی. همچنین دندان‌شناسی قانونی توسط دانشگاه ملی علوم قانونی ارائه می‌شود که تنها دانشگاه در جهان است که به علوم پزشکی قانونی اختصاص دارد. این رشته یک دوره ۲ ساله تمام‌وقت است که در دانشگاه گاندیناگار ارائه می‌شود.

### استرالیا
برنامه‌های تحصیلات تکمیلی برای دندان‌شناسان در دانشگاه ملبورن، دانشگاه استرالیای غربی، و دانشگاه آدلاید موجود است.

### بلژیک
دانشگاه کاتولیک لون بلژیک مدرک کارشناسی ارشد در دندان‌شناسی قانونی ارائه می‌دهد.

### انگلستان
پس از بسته شدن دوره کارشناسی ارشد در دانشگاه گلامورگان، مدرک کارشناسی ارشد دندان‌شناسی قانونی را از دانشگاه داندی در اسکاتلند دریافت کرد. که در حال حاضر پذیرش محدودی دارد.

### ایالات متحده آمریکا
دو برنامه آموزشی دندان‌شناسی در ایالات متحده وجود دارد. یکی یک برنامه فلوشیپ در دانشگاه علوم بهداشت تگزاس در دانشکده دندانپزشکی سن آنتونیو سنتر است، و دیگری یک برنامه کارشناسی ارشد از طریق کالج دامپزشکی مؤسسه کشاورزی دانشگاه تنسی.

### کانادا
برای تحصیل در مقطع کارشناسی، داوطلبان دانشکده دندان‌پزشکی در کانادا باید قبل از تکمیل مدرک دندانپزشکی، مدرک کارشناسی یا حداقل سه سال تحصیل در یک برنامه کارشناسی را بگذرانند. برنامه‌های کارشناسی اغلب شامل علوم یا بیوپزشکی می‌شود، اما اگر دانشجویان پیش‌نیازهای مورد نیاز را گذرانده باشند، می‌توانند به تحصیل مشغول شوند.
هیچ برنامه تحصیلی تحصیلات تکمیلی برای دندان‌شناسی قانونی به‌طور خاص در کانادا وجود ندارد. برخی از دانشگاه‌ها در طول پروژه‌های تخصصی دندان‌پزشکی بالینی تکلسف‌هایی به شاگردان علوم پزشکی قانونی داده‌اند اما با عنوانی در رشته دندان‌شناسی قانونی فارغ‌التحصیل نخواهند شد.
مدارک دندان‌پزشکی که توسط دانشگاه‌های کانادا ارائه می‌شود شامل دکترای علوم دندان‌پزشکی (DDS) و دکترای پزشکی دندان‌پزشکی (DMD) است.
در حال حاضر هیچ فرایند صدور گواهینامه حرفه‌ای برای متخصصین دندان‌شناسی قانونی در کانادا وجود ندارد، فقط این امکان برای کانادایی‌ها وجود دارد که برای بخشی از آکادمی علوم پزشکی قانونی آمریکا گواهی صادر کنند. این فرایند شامل یک امتحان است و داوطلبان باید یک چک‌لیست شغلی از دستاوردهایشان را تکمیل کنند که بررسی خواهد شد. این چک‌لیست ممکن است شامل کمک‌هزینه تحصیلی، کار با آژانس‌های تحقیقاتی پزشکی قانونی، تکمیل حداقل سطح پرونده و تحقیق، و ارائه شهادت در پرونده‌های دادگاه باشد. آکادمی علوم پزشکی قانونی آمریکا اغلب جلسات علمی برگزار می‌کند که کارگاه‌هایی از جمله شناسایی، دعاوی مدنی، تعیین سن، و تجزیه و تحلیل نشانه‌های گازگرفتگی را ارائه می‌دهد.
در انتاریو، گروهی متشکل از ۱۰ دندان‌شناس قانونی وجود دارد که به‌عنوان تیم شناسایی دندانپزشکی استان انتاریو شناخته می‌شوند.

## پرونده‌های جنایی پرمخاطب
دندان‌شناسی قانونی نقش کلیدی‌ای در پرونده‌های جنایی معروف داشته است:
در سال ۱۶۹۲ در جریان محاکمات جادوگری در سیلم، کشیش جورج باروز به جادوگری و توطئه با کمک شیطان متهم شد، که گویا گاز گرفتن قربانیانش دلیلی بر جنایات او بود. آثار گازگرفتگی او و سایر افراد با آثار قربانی مقایسه شد. قضات آثار گازگرفتگی را به‌عنوان مدرک پذیرفتند و این اولین بار در ایالات متحده بود که از آثار گازگرفتگی به‌عنوان مدرک برای حل یک جنایت استفاده می‌شد. او بعدتر محکوم شد و به دار آویخته شد. حدود دو دهه بعد توسط دولت تبرئه شد و فرزندانش بابت اعدام نادرست غرامت دریافت کردند.
یکی از اولین گزارش‌های منتشرشده که شامل محکومیت بر اساس آثار گازگرفتگی به‌عنوان مدرک بود، «پرونده گورینج» در سال ۱۹۴۸ بود که در آن کیت سیمپسون آسیب‌شناس از آثار گازگرفتگی بر روی سینه قربانی استفاده کرد تا حکم قتل رابرت گورینج را برای قتل همسرش فیلیس مختومه کند. یکی دیگر از موارد اولیه دویل علیه ایالت بود که در سال ۱۹۵۴ در تگزاس رخ داد. رد گازگرفتگی در این مورد روی یک تکه پنیر بود که در صحنه سرقت پیدا شد. بعدتر از متهم خواسته شد برای مقایسه یک تکه پنیر دیگر گاز بگیرد. یک معاینه‌کننده اسلحه گرم و یک دندان‌پزشک به‌طور جداگانه آثار گازگرفتگی را ارزیابی کردند و هر دو به این نتیجه رسیدند که این علائم توسط یک مجموعه دندان ایجاد شده است. محکومیت در این مورد، زمینه را برای آثار گازگرفتگی یافت‌شده بر روی اشیاء و پوست فراهم کرد تا در پرونده‌های بعدی از آن به‌عنوان مدرک استفاده شود.
یکی دیگر از موارد برجسته مردم علیه مارکس بود که در سال ۱۹۷۵ در کالیفرنیا رخ داد. یک زن پس از تجاوز جنسی با خفگی درحالی‌که بینی‌اش را چندین بار گاز گرفته بودند، به قتل رسید. والتر مارکس به عنوان یک مظنون شناسایی شد و از دندان‌های او قالب‌های دندانی تهیه شد. از بینی مجروح این زن نیز آثار و عکس‌هایی گرفته شد. این نمونه‌ها به همراه سایر مدل‌ها و قالب‌ها با استفاده از تکنیک‌های مختلفی از جمله مقایسه‌های دو بعدی و سه‌بعدی و پوشش‌های استات (نمک جوهر سرکه) مورد ارزیابی قرار گرفتند. سه کارشناس شهادت دادند که آثار گاز گرفتن روی بینی این زن توسط مارکس ایجاد شده و او به قتل عمد محکوم شد.